# Ana Hacsimangu szentély
Az Ana Hacsimangu szentély egy ősi alapítású sintó szentély Tokióban, Japánban.

## Az Ana Hacsimangu Tokióban
Az Ana Hacsimangu szentély Tokió városának északnyugati részén, a Waseda városrészben található. Előtte áll Joshimone Tokugava sógun lovasszobra, amely egy íjászt formál. A sógun a 18. században kormányozta Japánt.
Hacsiman hadisten a japáni sintó vallás pantheonjában. Szinte minden városban találunk Hacsimangu elnevezésű szentélyt.  
A tokiói Ana Hacsimangu szentély sajátos hagyománya az évente megrendezett lovasverseny. Ezt nyár derekán rendezik meg. Az események része a lovasíjászat (Takato-no-baba). Az egyik történelmi személy által használt aszimmetrikus íjat a szentélyben őrzik. A versenyen különféle nyílvessző típusokat is használnak.